# Trieces quadricarinatus
Trieces quadricarinatus är en stekelart som först beskrevs av Pierre L. G. Benoit 1955.  Trieces quadricarinatus ingår i släktet Trieces och familjen brokparasitsteklar. Inga underarter finns listade i Catalogue of Life.